# شوکر (فیلم)
شوکر (به انگلیسی: Shocker) یک یک فیلم اسلشر آمریکایی به نویسندگی و کارگردانی وس کریون است که در سال ۱۹۸۹ منتشر شد و مایکل مورفی، پیتر برگ، کامی کوپر و میچ پیلگی در این فیلم بازی کردند. این فیلم توسط کمپانی یونیورسال پیکچرز در ۲۷ اکتبر ۱۹۸۹ منتشر شد.